# Ordinul „Carol I”
Ordinul „Carol I” este un ordin dinastic, de familie, acordat de Casa Regală a României, al cărei șef actual este Majestatea Sa Margareta, Custodele Coroanei. Ordinul a fost înființat pe data de 10 mai 1906 de către Regele Carol I al României pentru a comemora jubileul a 40 de ani de domnie. De la înființare și până la abdicarea forțată a Regelui Mihai și abolirea monarhiei, la 30 decembrie 1947, ordinul a fost cea mai înaltă decorație acordată de către Regele României. După abdicarea regelui ordinul devine inactiv pentru o lungă perioadă, fiind ulterior reînviat pe data de 5 ianuarie 2005.

## Decernarea Ordinului Carol I
Ordinul este astăzi acordat unor personalități românești și străine pentru:
„• aportul la dezvoltarea României în domeniile economic, cultural, educațional, militar, politic, diplomatic și de mediu înconjurător;
• devotamentul de lungă durată dovedit Familiei Regale după 1989, precum și sprijinul acordat Casei Regale pentru împlinirea acțiunilor ei publice, în obținerea și consolidarea statutului României de membru al UE și NATO;
• inițiative de mare valoare privind întoarcerea la tradițiile românești în viața publică, artă și cultură, în domeniul instituțiilor, al societății civile, în educație, în sport; inițiative de a salva patrimoniul din domeniile amintite;
• merite excepționale în întărirea poziției României în lume, în consolidarea durabilă a identității și statalității românești, în desăvârșirea unei societăți românești statornice și demne.”— Decretul de reintroducere a Ordinului Carol I, 2005

## Grade
Ordinul cuprinde doar grade superioare, de la Comandor la Colan, putând avea maximum 100 de membri, inclusiv persoanele în viață cărora le-a fost decernat Ordinul înainte de 1948 . Mare Maestru și suveran al Ordinului este Regele Mihai I, singurul care poartă Colanul și Marea Cruce prin virtutea demnității. Cancelarul Ordinului este numit, din oficiu, Mare Ofițer al Ordinului. Gradul de Mare Cruce se conferă membrilor Familiei Regale, în timp ce gradul de Mare Ofițer este destinat membrilor familiei extinse a regelui.
Gradele sunt :
- Colan (cu Marea Cruce) (limitat la 10 membri)
- Mare Cruce (limitat la 20 membri)
- Mare Ofițer (limitat la 30 membri)
- Comandor (limitat la 40 membri)

Posesorii ordinului, indiferent de grad, se numesc Cavaleri ai Ordinului Carol I.

## Ordinul „Carol I” în Stema Regală a României
Gradul de Colan al acestui Ordin are o însemnătate deosebită, pentru că reprezentarea sa grafică este prezentă și în Stema Regală a României, variantele mare și medie - în partea de jos.

## Crucea „Trecerea Dunării” și Ordinul „Carol I”
Mica coroană ce apare pe reversul Crucii „Trecerea Dunării” (o coroană având formă puțin aplatizată, diferită față de Coroana de Oțel) constitiue elementul de prindere al Ordinului „Carol I” și al altor decorații regale, precum și un element heraldic prezent de mai multe ori în Stema Regală a României.

## Cavalerii Ordinului Carol I
În grad de Colan (cu Marea Cruce)
1906
1. Regele Carol I al României
2. Regina Elisabeta a României
3. Regele Ferdinand I al României (ca Principe Moștenitor)
4. Regina Maria a României (ca Principesă Moștenitoare)
5. Gheorghe G. Cantacuzino, președintele Consiliului de Miniștri și Ministru de Interne
6. Gral Gheorghe Manu, Ministru de război
7. Dimitrie A. Sturdza, fost președinte al Consiliului de Miniștri, senator
8. Împăratul Wilhelm al II-lea al Germaniei
9. Împăratul Franz-Joseph I al Austriei
10. Regele Leopold al II-lea al belgienilor
11. Regele Victor Emanuel al III-lea al Italiei
12. Regele Edward al VII-lea al Marii Britanii și Irlandei
13. Regele Carol I al Portugaliei
14. Regele Alfonso al XIII-lea al Spaniei
15. Marele Duce Frederick I de Baden
1907
16. Sultanul Abdul Hamid al II-lea al Imperiului Otoman
17. Președintele Armand Fallieres al Franței
1910
18. Regele Albert I al belgienilor
19. Regele George al V-lea al Marii Britanii și Irlandei
1911
20. Regele Carol al II-lea (ca Principe al României)
1912
21. Regele George I al elenilor
22. Petre P. Carp, fost președinte al Consiliului de Miniștri
23. Regele Christian al X-lea al Danemarcei
1913
24. Principele Luis, Regentul Bavariei
25. Regele Constantin I al elenilor
26. Președintele Raymond Poincare al Franței
27. Titu Maiorescu, președintele Consiliului de Miniștri, ministru secretar de stat la departamentul afacerilor străine
1922
28. Principele Nicolae al României
29. Ion I. C. Brătianu, președintele Consiliului de Miniștri
30. Mihail Pherekyde, președintele Senatului
1937
31. Constantin Prezan, Mareșal al României
32. Nicolae Titulescu, fost Ministru al afacerilor străine
1938
33. Prof. Nicolae Iorga, fost președinte al Consiliului de Miniștri
34. Mareșal Alexandru Averescu, ministru secretar de stat, fost președinte al Consiliului de Miniștri
35. Alexandru Vaida-Voevod, ministru secretar de stat, fost președinte al Consiliului de Miniștri
1939
36. Regele Mihai I al României (ca Principe Moștenitor)
1946
37. Gheorghe Tătărescu, vicepreședinte al Consiliului de Miniștri și ministru al afacerilor străine
2017
38. Majestatea Sa Margareta, Custodele Coroanei române (ca suveran al Ordinului Carol I)
Marea Cruce
1906
1. Mitropolitul Primat Iosif
2. Petre S. Aurelian
3. Petre P. Carp
4. General Nicolae Haralambie
5. Ion Kalinderu
6. Teodor Rosetti
1909
7. Mihail Pherekyde
1913
8. Titu Maiorescu
9. Constantin G. Dissescu
1921
10. Take Ionescu
11. Regina-mamă Elena a României (ca Principesă Moștenitoare)
1922
12. Mitropolitul Primat Miron Cristea
13. Anghel Saligny
1927
14. General Alexandru Averescu
15. General Constantin Coandă
16. General Constantin Prezan
1928
17. Vintilă I.C. Brătianu
1929
18. Iuliu Maniu
1930
19. Nicolae Titulescu
20. Nicolae Iorga
1932
21. Dr. Alexandru Vaida-Voevod
1933
22. George G. Mironescu
1937
23. Gheorghe Tătărescu
24. Regele Mihai I al României (ca Principe Moștenitor)
25. Dr. Constantin Angelescu
1938
26. Gral Artur Văitoianu
27. Gral adjutant Ernest Ballif
1947
28. Dna Ana Benesova (prima doamna de rang ne-regal decorată cu acest ordin, Președinta Comitetului cehoslovac de ajutorare a României și soție a președintelui cehoslovac Edvard Benes)
29. Mareșal Feodor Ivanovici Tolbuhin
1948
30. Regina Ana a României
1996
23. Margareta, Custodele Coroanei române (ca Principesă Moștenitoare)
2007
24. Principele Radu al României
Mare Ofițer
1906
1. General Iacob Lahovari
2. Take Ionescu
3. Emil Costinescu
4. Gheorghe I. Lahovari
5. Alexandru Marghiloman
6. Constantin Olănescu
7. Scarlat Pherekyde
8. Anghel Saligny
1909
9. Ion I.C. Brătianu
10. Nicolae Gane
11. Petru Poni
12. Anton Carp
1911
13. Spiru Haret
1912
14. Ion N. Lahovari
15. Constantin C. Arion
1920
16. Constantin Prezan
1922
17. Nicolae Samsonovici
2010
18. Principesa Elena a României
Șeful Casei Majestății Sale (pe durata mandatului)
Comandor
1906
1. Constantin C. Arion
2. Constantin C. Dissescu
3. Ion C. Grădișteanu
4. Nicolae Economu
5. Constantin Ghica Deleni
6. Toma Cămărășescu
7. C. Cantacuzino-Pașcanu
8. Dimitrie A. Grecianu
9. General Mihail Priboianu
10. General Leonida Iarca
11. Doctor Iuliu Theodori
12. General Alexandru Robescu
13. Grigore Tocilescu
14. Grigore I. Ghika
15. Alexandru C. Catargi
16. Alexandru Beldiman
17. Gheorghe Rosetti Solescu
18. General Adjutant Warthiadi
19. General Theodor Văcărescu
1909
20. Dr. Constantin Cantacuzino
21. Constantin Fussea
22. Dimitrie I. Ghica
23. Dimitrie Micescu
24. Atanasie I. Mitescu
25. Mihail G. Orleanu
26. Alexandru Plagino
27. Micșunești D. Polizu
28. Scarlat Vârnav
1910
29. Contraamiral Ion Murgescu
1911
30. Vasile G. Mortzun
31. Alexandru Constantinescu
32. Nicolae Filipescu
33. General Leon Mavrocordat
34. Mihail M. Romniceanu
1912
35. Ermil A. Pangrati
36. General Petre Gigurtu
1913
37. Barbu Păltineanu
38. Constantin Hârjeu
39. General Alexandru Averescu